# Saint-Baudelle
Saint-Baudelle – miejscowość i gmina we Francji, w regionie Kraj Loary, w departamencie Mayenne.
Według danych na rok 1990 gminę zamieszkiwało 721 osób, a gęstość zaludnienia wynosiła 101 osób/km² (wśród 1504 gmin Kraju Loary Saint-Baudelle plasuje się na 715. miejscu pod względem liczby ludności, natomiast pod względem powierzchni na miejscu 1120.).